# Hoàng Văn Chất
 Hoàng Văn Chất (sinh năm 1959) là một nhà chính trị Việt Nam. Nguyên Bí thư Tỉnh ủy Sơn La khóa XIV, nhiệm kỳ 2015–2020. Nguyên Chủ tịch Hội đồng nhân dân tỉnh Sơn La khóa XIV, nhiệm kỳ 2016–2021, nguyên Đại biểu Hội đồng nhân dân tỉnh khóa XIV.

## Lý lịch và học vấn
Hoàng Văn Chất sinh ngày 25 tháng 8 năm 1959, quê quán xã Trực Tĩnh, huyện Trực Ninh, tỉnh Nam Định.
Trình độ:
- Học vấn: Đại học.
- Chuyên môn: Nông nghiệp.
- Lý luận chính trị: Cử nhân.[1]

## Sự nghiệp
Sau 3 ngày làm việc, chiều 24 tháng 9 năm 2010, Đại hội đại biểu Đảng bộ tỉnh Sơn La khoá XIII, nhiệm kỳ 2010-2015 đã bế mạc. Theo đó Đại hội đã bầu Hoàng Văn Chất vào Ban chấp hành Đảng bộ, Ban Thường vụ Tỉnh ủy, và giữ chức Phó Bí thư Tỉnh ủy nhiệm kỳ 2010-2015.
Ngày 8 tháng 7 năm 2011, tại kỳ họp thứ nhất, Hội đồng nhân dân tỉnh Sơn La khóa XIII, nhiệm kỳ 2011-2016 đã bầu ông Hoàng Văn Chất, Phó Bí thư Thường trực Tỉnh ủy, giữ chức vụ Chủ tịch Hội đồng nhân dân tỉnh Sơn La.
Tại hội nghị Ban chấp hành Đảng bộ tỉnh Sơn La lần thứ 19 diễn ra chiều ngày 10 tháng 2 năm 2015, đã thông qua Tờ trình của Ban Thường vụ Tỉnh ủy Sơn La về giới thiệu nhân sự giữ chức Bí thư Tỉnh ủy khóa XIII, nhiệm kỳ 2010 - 2015. Sau đó Ban Chấp hành Đảng bộ tỉnh Sơn La đã tiến hành bỏ phiếu bầu chức danh trên. Kết quả, Hoàng Văn Chất được bầu giữ chức Bí thư Tỉnh ủy Sơn La khóa XIII nhiệm kỳ 2010-2015 thay ông Trương Quang Nghĩa nhận nhiệm vụ mới.
Chiều ngày 24 tháng 9 năm 2015, Đại hội đại biểu Đảng bộ tỉnh Sơn La lần thứ XIV nhiệm kỳ 2015 - 2020 đã họp phiên bế mạc và thành công tốt đẹp. Theo đó Hoàng Văn Chất tiếp tục được tín nhiệm bầu tái giữ chức Bí thư Tỉnh ủy Sơn La nhiệm kỳ 2015-2020.
Ngày 26 tháng 5 năm 2016, Ủy ban bầu cử tỉnh Sơn La đã công bố Nghị quyết kết quả bầu cử và danh sách những người trúng cử đại biểu HĐND tỉnh khóa XIV, nhiệm kỳ 2016-2021 tại 19 đơn vị bầu cử trên địa bàn tỉnh. Theo đó Hoàng Văn Chất, Bí thư Tỉnh ủy, Chủ tịch HĐND tỉnh đã trúng cử.
Ngày 23 tháng 6 năm 2016, Hội đồng nhân dân tỉnh Sơn La khóa XIV, nhiệm kỳ 2016-2021 khai mạc kỳ họp thứ nhất, với sự tham dự của 72/72 đại biểu. Kết quả, ông Hoàng Văn Chất, Bí thư tỉnh ủy Sơn La đã tái đắc cử vụ Chủ tịch Hội đồng nhân dân tỉnh Sơn La với 71/72 phiếu tín nhiệm, đạt tỷ lệ 98,61%.
Tại Kỳ họp thứ mười, Hội đồng nhân dân tỉnh khóa XIV, nhiệm kỳ 2016-2021 diễn ra vào ngày 28 tháng 08 năm 2019, HĐND tỉnh đã thông qua Nghị quyết về việc miễn nhiệm Chủ tịch HĐND tỉnh và đồng ý cho thôi làm nhiệm vụ đại biểu HĐND tỉnh đối với ông Hoàng Văn Chất, Chủ tịch HĐND tỉnh khóa XIV, nhiệm kỳ 2016-2021, đại biểu HĐND tỉnh ứng cử tại thành phố Sơn La.
Theo thông báo tại phiên họp toàn thể lần thứ 39, UBND tỉnh Sơn La khóa XIV nhiệm kỳ 2016-2021, Bí thư Tỉnh ủy, nguyên Chủ tịch HĐND tỉnh Sơn La Hoàng Văn Chất nhận quyết định nghỉ hưu, hưởng chế độ BHXH từ ngày 1 tháng 9 năm 2019.